# GOG.com
GOG.com (previamente conocido como Good Old Games) es un servicio de venta y distribución de videojuegos de la empresa polaca CD Projekt. Los videojuegos comprados a través de GOG.com no usan gestión digital de derechos (DRM), por lo tanto el usuario no tiene que instalar un cliente especial para descargar o ejecutar los videojuegos, aunque el servicio ofrece un gestor de descargas.
Junto con los videojuegos comprados, los compradores también pueden descargar material extra relacionado con el videojuego que compran. Este material extra puede incluir la banda sonora del videojuego, fondos de pantalla, avatares, manuales, entre otros. GOG también ofrece soporte al cliente para todas sus ventas.
La comunidad se encuentra en los foros de GOG.com y en un canal IRC no oficial, y en un grupo de Steam. El foro oficial se divide en temas generales y temas específicos de videojuegos.
Regularmente se añaden nuevos videojuegos. GOG.com ha firmado contratos con Adventure Soft, Apogee Software, Codemasters, DotEmu, Empire Interactive, Enlight Software, Epic Games, Firefly Studios, Focus Home, Interplay, JoWooD, Metropolis Software, Microids, Oddworld Inhabitants, Rebellion Developments, Revolution Software, Running with Scissors, Inc., Strategy First, Horrorsoft, TopWare Interactive, Ubisoft, Nihon Falcom (vía Xseed Games) y Wordplay LLC.
El 26 de marzo de 2009, GOG anunció que había cerrado un acuerdo con Ubisoft para publicar videojuegos antiguos de su catálogo; este fue el primer acuerdo con una distribuidora grande para ofrecer descargas libres de DRM. El acuerdo para publicar en GOG.com también incluyó videojuegos que no estaban disponibles en ningún otro canal de distribución digital.
El 29 de julio de 2009, Collin McRae Rally 2005 fue quitado del catálogo, seguido de Operation Flashpoint y Toca Race Driver 3 que también fueron removidos.
El 19 de septiembre de 2010, el sitio web de la compañía fue reemplazado por un mensaje que sugería que GOG.com iba a cerrar y le iba a ofrecer a aquellos que habían comprado videojuegos los medios para poder descargarlos después. Sin embargo, la comunidad de usuarios y seguidores descubrió que este "fin del servicio" apareció después de la noticia de que CD Projekt realizaría un anuncio con respecto al servicio el 22 de septiembre de 2010. El mensaje del sitio web fue actualizado los días 20 y 21, y en la última actualización se confirmó un anuncio el día 22 y se proporcionó un enlace a un video alojado en YouTube de contenido ambiguo. Algunos afirman que en realidad se trata de un movimiento promocional para anunciar el final del estado "beta" del servicio.

## GOG Galaxy
En junio de 2014, GOG anunció que llevaría un cliente similar al de steam llamado GOG Galaxy, para las plataformas de Windows, Mac y Linux. El cliente está diseñado como un cliente de escaparate, entrega de software y redes sociales, lo que permite a los jugadores comprar y jugar juegos de GOG y compartirlos con amigos. Galaxy también incluirá una API multijugador original, lo que permite a los desarrolladores incluir el mismo tipo de funcionalidad multijugador. El cliente es opcional y conservará el objetivo sin DRM del sitio web de GOG. El 15 de octubre de 2014, se inició la beta abierta multijugador del cliente GOG Galaxy, acompañada del sorteo de Alien vs Predator. En julio de 2015, el cliente beta de GOG Galaxy fue evaluado favorablemente por la revista PC Gamer, destacando especialmente el enfoque en el respeto del usuario en comparación con Steam. El 22 de marzo de 2017, el cliente agregó en la nube guarda de 29 juegos de su catálogo. Actualmente, GOG Galaxy está disponible para Microsoft Windows y macOS, y se planea una versión para Linux.

## Activision
El 28 de enero de 2010, luego de una cuenta regresiva de varios días que generó una gran expectación entre sus seguidores, Good Old Games anunció la incorporación gradual del catálogo de Activision, una de las empresas más antiguas e importantes de la industria de los videojuegos, siendo la primera vez que publican sus videojuegos mediante distribución digital y sin gestión digital de derechos. Los dos primeros títulos en ser publicados fueron Gabriel Knight: Sins of the Fathers y Arcanum: Of Steamworks and Magick Obscura, el mismo día del anuncio.